# بي ريفيس إيسون جونيور
بي ريفيس إيسون جونيور (بالإنجليزية: B. Reeves Eason Jr.)‏ مواليد 19 نوفمبر 1914 في لوس أنجلوس - الوفاة 25 أكتوبر 1921 في هوليوود، هو ممثل أمريكي بدأ مسيرته الفنية سنة 1916. من أعماله أنفه في الكتاب.

## روابط خارجية
- بي ريفيس إيسون جونيور على موقع IMDb (الإنجليزية)
- بي ريفيس إيسون جونيور على موقع قاعدة بيانات الفيلم (الإنجليزية)